# Macédomienne
Macédomienne is een nummer van Philippe Lafontaine. Het was tevens het nummer waarmee hij België vertegenwoordigde op het Eurovisiesongfestival 1990 in de Joegoslavische stad Zagreb. Daar werd hij twaalfde, met 46 punten.

## Resultaat
| Plaats | Land        | Artiest             | Titel                           | Punten |
| ------ | ----------- | ------------------- | ------------------------------- | ------ |
| 11     | Zwitserland | Egon Egemann        | Musik klingt in die Welt hinaus | 51     |
| 12     | België      | Philippe Lafontaine | Macédomienne                    | 46     |
| 13     | Luxemburg   | Celine Carzo        | Quand je te rêve                | 38     |